# زوئی زفیر
زوئی زفیر (به انگلیسی: Zooey Zephyr) (زاده ۲۹ اوت ۱۹۸۸) سیاستمدار و مدیر دانشگاه آمریکایی است.
او یک زن ترنس است. که نماینده میسولا در منطقه ۱۰۰ در مجلس نمایندگان مونتانا است. او که یکی از اعضای حزب دموکرات بود، در انتخابات ۲۰۲۲ انتخاب شد و او را به اولین فرد تراجنسیتی تبدیل کرد که به مجلس ایالتی در مونتانا را یافته‌است. او در ۲ ژانویه ۲۰۲۳ به عنوان نماینده سوگند یاد کرد.